# 구글 특허
구글 특허(Google Patents)는 특허와 특허 애플리케이션을 인덱싱하는 구글의 검색 엔진이다.

## 콘텐츠
구글 특허는 17개 특허청의 전문을 포함하여 87,000,000개 이상의 특허와 특허 애플리케이션을 인덱싱한다:
- 미국특허청 (USPTO),
- 유럽특허청 (EPO),
- 중국의 국가지식산권국 (CNIPA),
- 일본 특허청 (JPO),
- 대한민국 특허청 (KIPO),
- 세계 지식 재산권 기구 (WIPO),
- 독일특허청 (DPMA),
- 캐나다특허청 (CIPO),
- 러시아, 영국, 프랑스, 스페인, 벨기에, 덴마크, 핀란드, 룩셈부르크, 네덜란드.[1]

이 문서들에는 각 데이터베이스(퍼블릭 도메인)에 속한, 기 수여된 특허 수집 내용 전반과 출판된 특허 애플리케이션을 포함한다. 미국 특허 문서는 1790년으로 거슬러 올라가며 EPO와 WIPO는 1978년으로 거슬러 올라간다. 광학 문자 인식(OCR)은 오래된 미국 특허에 대해 수행하여 검색이 가능해졌으며 영어 번역 검색이 가능하도록 구글 번역이 비영어권 특허에 사용되고 있다.
구글 특허는 또한 구글 학술 검색과 구글 도서의 문서들도 인덱싱하며 선진특허분류 검색 코드로 이들을 기계적으로 분류하고 있다.